# Putois des steppes
Mustela eversmanni
Espèce
Statut de conservation UICN

 LC  : Préoccupation mineure
Répartition géographique
Le putois des steppes (Mustela eversmanii) ou putois d'Evermann, est une petite espèce de mammifère carnivore de la famille des Mustelidae et l'un des nombreux putois du genre Mustela.

## Description
L'apparence du putois des steppes est dans l'ensemble typique des mustélidés. La longueur de son corps varie entre 52 et 56 cm, sa queue est longue de 18 cm et son poids est autour de 2 kg, ce qui en fait le plus massif des putois. Les putois des steppes peuvent varier en taille, mais rarement en ce qui concerne le pelage doublé d'un duvet clair. La coloration sombre des pattes et de la queue (ou du bout de la queue) est également caractéristique, ainsi que la teinte du museau, qui rappelle un masque. Il se déplace en sautant et est capable de nager.

## Comportement

### Comportements territoriaux

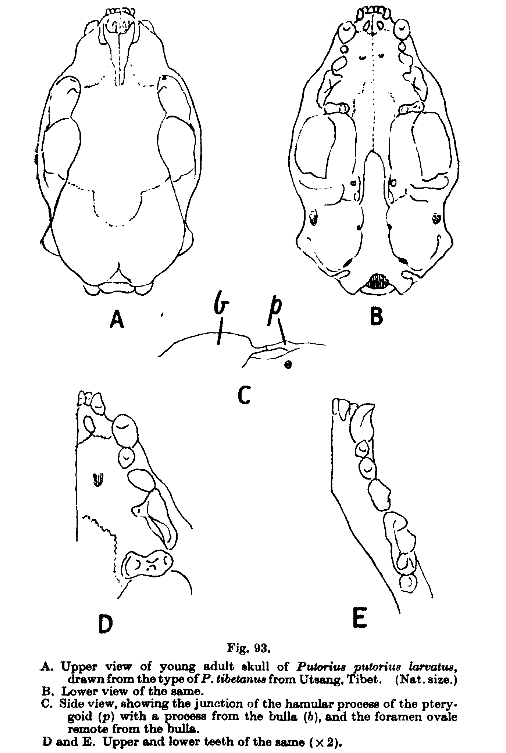
Squelette et dentition - illustration de The Fauna of British India, including Ceylon and Burma - Mammalia (Vol 2) de Reginald Innes Pocock.

Le putois des steppes n'a pas de territoire précisément défini. Pendant les saisons chaudes, les spécimens les plus âgés peuvent garder un territoire relativement stable jusqu'au moment où ils ont épuisé la population des espèces qui leur servent de proies. Les putois plus jeunes sont moins sédentaires et peuvent dormir dans les terriers des proies qu'ils viennent de tuer. Les femelles qui viennent de mettre bas présentent le territoire le plus stable, mais recommencent à vagabonder une fois que leurs petits sont capables de les accompagner. Généralement, le putois des steppes reste sur le même territoire pour une période allant de quelques jours à quelques mois. En hiver, il est plus actif, et peut se déplacer de 12 à 18 km par jour. En cas de fort enneigement, il migre vers des zones plus favorables et se rapproche des agglomérations.
Habituellement, le putois des steppes ne creuse pas son propre terrier, préférant utiliser ceux de marmottes, écureuils de prairie, hamsters, taupes, campagnols, gerboises et autres, après les avoir légèrement agrandis. Son terrier est souvent rudimentaire, car il ne passe généralement pas assez de temps dedans pour le refaçonner. Les terriers de nidification ne sont pas linéaires et présentent plusieurs sorties (entre trois et vingt) ; un garde-manger est placé près de la cavité du nid. Les terriers creusés par le putois lui-même sont très simples et peu profonds.

### Reproduction et développement
En captivité, l'appariement a été observé de début à fin mars. Au parc zoologique de Moscou, sept cas de putois se reproduisant entre le 9 avril et le 9 juin ont pu être observés. Les symptômes des chaleurs ont été notés du 12 au 13 mars et ont continué de se développer pendant deux à trois semaines. Après l'appariement, les symptômes ont disparu au bout de trois à quatre semaines. La saison de reproduction a lieu en mars en Sibérie occidentale alors qu'elle se présente fin mai en Transbaïkalie. Le coït dure entre 20 minutes et trois heures. Les chaleurs peuvent durer plus longtemps ou réapparaître si la femelle ne parvient pas à produire une portée, ou si sa progéniture meurt prématurément. En général, le putois des steppes se reproduit une fois par an et produit une seule portée. La période de gestation dure entre 36 et 43 jours. La placentation a lieu deux semaines après l'appariement, le blastocyste dure entre sept et huit jours. Les portées comportent entre trois et six petits, bien que des portées allant jusqu'à 18 petits aient pu être notées.

## Répartition
Les croisements entre différentes espèces de putois eurasiatiques sont courants, ce qui explique que suivant les régions, on trouve des spécimens ressemblant au putois noir comme au putois des steppes dans les endroits où les espèces cohabitent. Le putois des steppes se rencontre de la Yougoslavie ou de la République tchèque aux steppes boisées, steppes et semi-steppes de Russie (jusqu'à la Transbaïkalie et au cours moyen de l'Amour), en passant par l' Asie centrale et la Chine. Il évite les forêts et les foyers de peuplement. En Europe, il peut se rencontrer jusqu'à une altitude de 800 m, en Asie centrale, jusqu'à 2 600 m.